# Tepebaşı, Şavşat
Tepebaşı là một xã thuộc huyện Şavşat, tỉnh Artvin, Thổ Nhĩ Kỳ. Dân số thời điểm năm 2010 là 87 người.